# Luis Brunetto
Luis Ángel Brunetto (Rosario, 27 oktober 1901 – aldaar, 7 mei 1968) was een Argentijns atleet, actief in het hink-stap-springen.
Hij nam deel aan de Olympische Spelen van 1924 waar hij met 15,42 m een zilveren medaille won op het hink-stap-springen met een sprong van 15,42 m achter Nick Winter, die met 15,52 m een nieuw wereldrecord sprong.
In zijn actieve tijd was hij aangesloten bij Santa Fe.

## Persoonlijk record
- Hink-stap-springen - 15,425 m (1924).

## Palmares

### hink-stap-springen
- 1924:  OS - 15,425 m